# Coca Carola
Coca Carola – szwedzki zespół Punk-rockowy, powstał w mieście Åkersberga w 1986 roku. Zespół zawiesił działalność w 2004 roku, w 2009 roku zespół wystąpił na koncercie z okazji dwudziestopięciolecia wytwórni płytowej Beat Butchers.

## Skład

### Ostatni Skład
- Curre Sandgren - gitara, wokal
- Jonas Mellberg - gitara basowa, chórki
- Jonas Winberg - gitara, chórki
- Mårten Tolander - perkusja

### Byli Członkowie
- Ostron Åkerholm - gitara basowa
- Björn Gullberg - gitara, wokal
- Conny Melkersson - gitara
- Putte Strand - gitara
- Åke Noring - gitara basowa

## Dyskografia

### Albumy
- 1988 - Anabola melodier
- 1992 - Tigger & ber
- 1994 - Läckert
- 1996 - Dagar kommer
- 1996 - ...Fem år till moped
- 1998 - Så fel som bara vi kan ha
- 2000 - Feber
- 2004 - Kryp din jävel

### Single
- 1987 - Kom till kriget
- 1991 - C/C 7"
- 1994 - Dimmornas land
- 1994 - Klubben för inbördes beundran